# Sterne an den Mützen
Sterne an den Mützen (ungarischer Originaltitel: Csillagosok, katonák, alternativ Die Roten und die Weißen) ist ein ungarisch-sowjetischer Spielfilm aus dem Jahre 1967.

## Handlung
Während des Russischen Bürgerkriegs um 1919. Der Ungar László, der auf der Seite der kommunistischen Roten kämpft, entkommt weißen Verfolgern. Wieder bei seinen Leuten, stellt er fest, dass sie ein paar Weiße geschnappt haben, die sie zwingen, sich auszuziehen und davonzulaufen. In einem ehemaligen Kloster geraten die Weißen in eine Falle und werden von Roten gefangen genommen. Der weiße Kommandant befiehlt ihnen loszulaufen und schießt sie dann aus der Distanz ab. Bei einer größeren Gruppe von roten Gefangenen schicken sie die Kämpfer aus dem Ausland weg und treiben die russischen Roten in Sackgassen, um sie dort niederzumetzeln. Ein paar Rote flüchten in ein Kriegslazarett, wo neutrale Krankenschwestern arbeiten; die Patienten gehören beiden Lagern an. Der rote István verliebt sich in Olga, die ihm hilft, sich zu verstecken, als weiße Reiter auftauchen. Diese finden István trotzdem und töten ihn. Mit Erpressung zwingen sie Olga zu verraten, welche Patienten den Roten angehören, und erschießen diese Männer. Da erobern Rote das Lazarett und rächen Olgas Verrat mit dem Tod. Bald sehen sie sich einer großen Armee Weißer gegenüber und fallen im Kampf.

## Hintergrund
Sterne an den Mützen ist die wörtliche Übersetzung des ungarischen Originaltitels Csillagosok, katonák, was wie bei einer Reihe von Jancsó-Filmtiteln ein Zitat aus einem Lied ist. Der Film war für die Teilnahme an den Internationalen Filmfestspielen von Cannes 1968 vorgesehen. Das Festival wurde jedoch aufgrund der Maiunruhen in Frankreich abgesagt. Im Jahr darauf wurde der Film vom französischen Syndikat der Filmkritiker als Bester ausländischer Film von 1969 ausgezeichnet.
Der Film ist eine ungarisch-sowjetische Koproduktion und wurde am 7. November 1967, dem 50. Jahrestag der Oktoberrevolution, in Budapest uraufgeführt. Aufgrund des Jubiläums entschied sich Jancsó, die Handlung des Films zwei Jahre später, im Jahr 1919, anzusetzen, um zu zeigen, wie die Ungarn die kommunistischen „Roten“ bei der Bekämpfung der zaristischen „Weißen“ unterstützten, als beide Kontrahenten auf den Hügeln mit Blick auf die Wolga um die Vorherrschaft kämpften. (Der englische Titel des Films lautet daher auch The Red and the White) Jancsó wählte nicht nur eine andere Einstellung als erwartet, sondern entschied sich auch für eine radikal andere Herangehensweise an den Film. Anstatt heroisch die Geburt des Sowjetkommunismus zu inszenieren, produzierte Jancsó einen Antikriegsfilm, der nicht nur die sinnlose Brutalität des russischen Bürgerkriegs, sondern auch aller bewaffneten Kämpfe zeigt.
Am 30. August 1968 wurde das Werk erstmals in der Sowjetunion gezeigt.

## Kritiken
Der Film wurde in der Sowjetunion nicht gut aufgenommen, obwohl er zuvor überarbeitet wurde, um dem Krieg für die russische Sichtweise eine heldenhaftere Note zu verleihen. Später wurde er sogar verboten. In Ungarn und Westeuropa wurde er dagegen positiv bewertet und wurde in vielen Ländern in den Kinos gezeigt. Sterne an den Mützen bleibt einer der meistgesehenen und bewunderten Filme von Jancsó, obwohl es für das Publikum oft außerordentlich schwierig ist, der Handlung zu folgen. Die Schwierigkeit beruhen auf dem Fehlen zentraler Charaktere und der trotzigen Ablehnung von Kriegsfilmkonventionen. So werden Schlüsselmomente wie der Tod bestimmter Charaktere manchmal mit einem langen Objektiv aus der Ferne und nicht aus der Nähe gedreht. Damit bleibt dem Zuschauer unklar, was passiert ist oder wem es passiert ist. Befürworter des Films weisen darauf hin, dass die schwer zu verfolgende Handlung lediglich die Verwirrung und Sinnlosigkeit des Krieges selbst widerspiegelt und dass Jancsó uns daran hindern will, uns emotional mit einer Seite im Kampf der Ideologien zu identifizieren. Aus diesem Grund empfinden Kritiker (und sogar Befürworter) den Film mitunter als „kalt“ und „mechanisch“.
Mira und Antonin Liehm kommentieren Jancsós Arbeit wie folgt: „Von Beginn jedes seiner Filme an ist die Konfliktsituation, aus der eine ganze Reihe von Aktionen und Reaktionen hervorgehen wird, fest verankert, ohne jedoch es, dass weder der Regisseur noch sonst jemand die Ursachen kennt. Der Betrachter sieht nur die Folgen Vektorkräfte führen , sodass sie wie in einer Art Perpetuum mobile erscheinen: Ursache und Wirkung, Gut und Böse, Gewinner und Verlierer sind scheinbar austauschbare Faktoren.“